# UNIQA Assicurazioni
UNIQA Assicurazioni è stata una compagnia assicuratrice italiana, nata con il nome di Austria Assicurazioni SpA il 18 agosto 1966 come società specializzata nel ramo malattia.
Nel 2003 assume la denominazione Uniqa Assicurazioni.
Nel 2015 incorpora Uniqa Protezione (fino al 2007 Carnica Assicurazioni SpA), specializzata nei rami danni, entrata già nel gruppo nel 2000 a seguito di cessione da parte delle Assicurazioni Generali.
Da maggio 2017 la società entra a far parte del gruppo Reale Mutua.
Il 31 dicembre 2018, Italiana Assicurazioni, mediante
fusione, incorpora UNIQA Assicurazioni, UNIQA Previdenza e UNIQA Life.

## Storia

### Origini
Il gruppo nasce nel novembre 1999 in Austria.
In Italia, fino a maggio 2017, ha operato mediante il gruppo UNIQA Italia, costituito dalle seguenti società:
- UNIQA Assicurazioni S.p.A. (capogruppo);
- UNIQA Previdenza S.p.A. (entrata nel gruppo nel 2005, nasce nel 1988 come Prudential Vita, poi Claris Vita, specializzata nei rami vita e nella gestione del risparmio);
- UNIQA Life S.p.A. (nata nel 2010, specializzata nei rami vita, di proprietà al 90% UNIQA Previdenza S.p.A. e al 10% Veneto Banca).

## Sviluppi recenti
Il gruppo UNIQA Italia, a fine 2016, è stato acquisito da Reale Mutua, mediante Reale Group, per circa 300 milioni di euro.
L'operazione è avvenuta il 16 maggio 2017 e il 31 dicembre 2018 si è conclusa la fusione per incorporazione di UNIQA Assicurazioni e UNIQA Previdenza in Italiana Assicurazioni.